# Mistrovství světa v pozemním hokeji mužů 1994
8. mistrovství světa v pozemním hokeji mužů se konalo ve dnech 23. listopadu až 4. prosince 1994 ve Státním hokejovém centru v Sydney.

## Program turnaje
Turnaje se zúčastnilo 12 týmů, které byly rozděleny do 2 šestičlenných skupin, ve kterých se hrálo způsobem jeden zápas každý s každým a poté týmy na 1. a 2. místě ve skupinách postoupily do semifinále. Týmy na 3. a 4. místě hrály o 5. až 8. místo a týmy na 5. a 6. místě hrály o 9. až 12. místo.

## Základní skupiny

### Skupina A
- 23. listopadu
- Austrálie - Bělorusko 2:0
- Anglie - Španělsko 0:0
- Pákistán - Argentina 3:0
- 24. listopadu
- Anglie - Bělorusko 1:0
- Austrálie - Argentina 2:1
- 25. listopadu
- Pákistán - Španělsko 3:1
- 26. listopadu
- Anglie - Argentina 1:1
- Španělsko - Bělorusko 4:1
- Pákistán - Austrálie 2:1
- 28. listopadu
- Austrálie - Španělsko 2:1
- Anglie - Pákistán 2:0
- Argentina - Bělorusko 4:1
- 29. listopadu
- Argentina - Španělsko 2:1
- Austrálie - Anglie 2:0
- 30. listopadu
- Pákistán - Bělorusko 2:0

| Poř. | Tým       | Z | V | R | P | VG | OG | B |
| ---- | --------- | - | - | - | - | -- | -- | - |
| 1.   | Pákistán  | 5 | 4 | 0 | 1 | 10 | 4  | 8 |
| 2.   | Austrálie | 5 | 4 | 0 | 1 | 9  | 4  | 8 |
| 3.   | Anglie    | 5 | 2 | 2 | 1 | 4  | 3  | 6 |
| 4.   | Argentina | 5 | 2 | 1 | 2 | 8  | 8  | 5 |
| 5.   | Španělsko | 5 | 1 | 1 | 3 | 7  | 8  | 3 |
| 6.   | Bělorusko | 5 | 0 | 0 | 5 | 2  | 13 | 0 |

### Skupina B
- 23. listopadu
- Německo - Jihoafrická republika 1:1
- 24. listopadu
- Nizozemsko - Belgie 8:1
- Indie - Jižní Korea 2:0
- 25. listopadu
- Německo - Belgie 6:0
- Jižní Korea - Jihoafrická republika 0:0
- Nizozemsko - Indie 4:2
- 27. listopadu
- Jižní Korea - Belgie 4:2
- Jihoafrická republika - Indie 2:2
- Nizozemsko - Německo 0:0
- 28. listopadu
- Jihoafrická republika - Belgie 1:1
- 29. listopadu
- Německo - Indie 2:1
- Nizozemsko - Jižní Korea 4:2
- 30. listopadu
- Indie - Belgie 4:2
- Nizozemsko - Jihoafrická republika 5:1
- Německo - Jižní Korea 1:1

| Poř. | Tým          | Z | V | R | P | VG | OG | B |
| ---- | ------------ | - | - | - | - | -- | -- | - |
| 1.   | Nizozemsko   | 5 | 4 | 1 | 0 | 21 | 6  | 9 |
| 2.   | Německo      | 5 | 2 | 3 | 0 | 10 | 3  | 7 |
| 3.   | Indie        | 5 | 2 | 1 | 2 | 11 | 10 | 5 |
| 4.   | Jižní Korea  | 5 | 1 | 2 | 2 | 10 | 9  | 4 |
| 5.   | Jižní Afrika | 5 | 0 | 4 | 1 | 5  | 9  | 4 |
| 6.   | Belgie       | 5 | 0 | 1 | 4 | 6  | 26 | 1 |

## Zápasy o umístění
2. prosince se odehrály oba zápasy o 5. až 8. místo a oba semifinálové zápasy. 3. prosince se odehrály oba zápasy o 9. až 12. místo, zápas o 7. místo a zápas o 5. místo. 4. prosince se odehrály zápasy o 11. místo, o 9. místo, o 3. místo a finále.

### Schéma zápasů o 9. až 12. místo
|  | O 9. až 12. místo | O 9. až 12. místo | O 9. až 12. místo |  |  | O 9. místo  | O 9. místo   | O 9. místo  |
|  |                   |                   |                   |  |  |             |              |             |
|  | 5.A               | Španělsko         | 1 (pen.:8)        |  |  |             |              |             |
|  | 6.B               | Belgie            | 1 (pen.:7)        |  |  |             |              |             |
|  |                   |                   |                   |  |  | 5.A         | Španělsko    | 2           |
|  |                   |                   |                   |  |  | 5.B         | Jižní Afrika | 0           |
|  | 5.B               | Jižní Afrika      | 3                 |  |  |             |              |             |
|  | 6.A               | Bělorusko         | 2                 |  |  | O 11. místo | O 11. místo  | O 11. místo |
|  |                   |                   |                   |  |  | 6.B         | Belgie       | 1           |
|  |                   |                   |                   |  |  | 6.A         | Bělorusko    | 0           |

### Schéma zápasů o 5. až 8. místo
|  | O 5. až 8. místo | O 5. až 8. místo | O 5. až 8. místo |  |  | O 5. místo | O 5. místo  | O 5. místo |
|  |                  |                  |                  |  |  |            |             |            |
|  | 3.A              | Anglie           | 3                |  |  |            |             |            |
|  | 4.B              | Jižní Korea      | 1                |  |  |            |             |            |
|  |                  |                  |                  |  |  | 3.A        | Anglie      | 0          |
|  |                  |                  |                  |  |  | 3.B        | Indie       | 1          |
|  | 3.B              | Indie            | 2 (pen.:4)       |  |  |            |             |            |
|  | 4.A              | Argentina        | 2 (pen.:1)       |  |  | O 7. místo | O 7. místo  | O 7. místo |
|  |                  |                  |                  |  |  | 4.B        | Jižní Korea | 3 (pen.:3) |
|  |                  |                  |                  |  |  | 4.A        | Argentina   | 3 (pen.:5) |

### Schéma zápasů o medaile
|  | Semifinále | Semifinále | Semifinále |  |  | Finále      | Finále      | Finále      |
|  |            |            |            |  |  |             |             |             |
|  | 1.A        | Pákistán   | 1 (pen.:5) |  |  |             |             |             |
|  | 2.B        | Německo    | 1 (pen.:3) |  |  |             |             |             |
|  |            |            |            |  |  | 1.A         | Pákistán    | 1 (pen.:4)  |
|  |            |            |            |  |  | 1.B         | Nizozemsko  | 1 (pen.:3)  |
|  | 1.B        | Nizozemsko | 3          |  |  |             |             |             |
|  | 2.A        | Austrálie  | 1          |  |  | Třetí místo | Třetí místo | Třetí místo |
|  |            |            |            |  |  | 2.B         | Německo     | 2           |
|  |            |            |            |  |  | 2.A         | Austrálie   | 5           |

## Konečné pořadí
| Poř. | Tým          |
| ---- | ------------ |
| 1.   | Pákistán     |
| 2.   | Nizozemsko   |
| 3.   | Austrálie    |
| 4.   | Německo      |
| 5.   | Indie        |
| 6.   | Anglie       |
| 7.   | Argentina    |
| 8.   | Jižní Korea  |
| 9.   | Španělsko    |
| 10.  | Jižní Afrika |
| 11.  | Belgie       |
| 12.  | Bělorusko    |